# Carlos Anaya
Carlos Anaya (Buenos Aires, 1777. – Montevideo, 1862.) bio je urugvajski i argentinski povjesničar i političar, vršitelj dužnosti Predsjednika Urugvaja od 24. listopada 1834. do 1. ožujka 1835. godine. Sastavio je Urugvajsku povelju o neovisnosti 1825. godine. Smatra se jednim od najvećih urugvajskih i južnoameričkih povjesničara 19. stoljeća.
Iako se rodio u Buenos Airesu, proučavao je urugvajsku i argentinsku povijest, a posebno španjolsku kolonizaciju područja La Plate. O tome je napisao nekoliko osvrta (eseja) i stručnih radova. Bio je član urugvajske stranke Colorado, ali nije podržavao nikakvo neprijateljstvo prema Narodnoj stranci, koja se prema njemu također borila za neovisnost i samostalnost Urugvaja.
Bio je članom više gerilskih vojnih postojbi i kulturno-prosvjetiteljskih udruga koje su se borile za argentinsku i urugvajsku neovisnost. 
Za sebe je tvrdio da je i Argentinac i Urugvajac te je ustrajno radio na održavanju prijateljske suradnje između zemalja. Ta činjenica se obično potvđuje zanimljivosti da se Anaya rodio u Buenos Airesu, glavnom gradu Argentine, a umro u Montevideu, glavnom gradu Urugvaja.
Jednako ga slave i Argentinci i Urugvajci, koji su posebnim međudržavnim dogovorom sklopili povelju o zabrani samoprisvajanja od strane ijedne od ovih dviju država.